# Chasavjurtovskij rajon
Il Chasavjurtovskij rajon (in russo Хасавюртовский район?) è un distretto municipale del  Daghestan, situato nel Caucaso.